# Grand Prix Argentiny 1977
Třináctá Grand Prix Argentiny (XIII Gran Premio de la Republica Argentina) se jako 281. Velká cena seriálu Formule 1 jela 9. ledna 1977 na okruhu Buenos Aires. Závodníci odjeli 53 kol o délce 5,968 km, celkem tedy 316,304 km
Závod skončil 5. vítězstvím Jody Schecktera a premiérovým vítězstvím vozu stáje Wolf.
Stupně vítězů
|             | Jody Scheckter |                  |
| Carlos Pace | 1              | Carlos Reutemann |
| 2           |                | 3                |
|             |                |                  |

## Výsledky
| Pozice | Jezdec             | Vůz              | Čas                   |
| ------ | ------------------ | ---------------- | --------------------- |
| 1      | Jody Scheckter     | Wolf WR1         | 1:40'11.19            |
| 2      | Carlos Pace        | Brabham BT 45    | á 0:43.24             |
| 3      | Carlos Reutemann   | Ferrari 312 T2   | á 0:46.02             |
| 4      | Emerson Fittipaldi | Copersucar FD 04 | á 0:55.48             |
| 5      | Mario Andretti     | Lotus 78         | á 2 kola/ložisko kola |
| 6      | Clay Regazzoni     | Ensign N 177     | á 2 kola              |
| 7      | Vittorio Brambilla | Surtees TS 19    | á 6 kol/ bez paliva   |
| Kolo   | Odstoupili         | -                | -                     |
| 45     | Ian Scheckter      | March 761 B      | Elektrika             |
| 45     | Tom Pryce          | Shadow DN 8      | Neklasifikován        |
| 41     | John Watson        | Brabham BT 45    | Zavěšení              |
| 39     | Alex Ribeiro       | March 761 B      | Převodovka            |
| 37     | Jacques Laffite    | Ligier JS 7      | Neklasifikován        |
| 32     | Patrick Depailler  | Tyrrell P 34     | Přehřátí              |
| 31     | James Hunt         | McLaren M 23     | Zavěšení              |
| 28     | Jochen Mass        | McLaren M 23     | Vyjetí z trati        |
| 28     | Ronnie Peterson    | Tyrrell P 34     | Vyjetí z trati        |
| 22     | Ingo Hoffman       | Copersucar FD 04 | Motor                 |
| 20     | Niki Lauda         | Ferrari 312 T2   | Palivový systém       |
| 18     | Hans Binder        | Surtees TS 19    | Nehoda                |
| 2      | Renzo Zorzi        | Shadow DN 5B     | Převodovka            |
| -      | Nestartovali       | -                | -                     |
| -      | Gunnar Nilsson     | Lotus 78         | -                     |
| -      | Larry Perkins      | BRM P207         | -                     |

### Nejrychlejší kolo
- James Hunt 1'51"06 McLaren – 193,452 km/h

### Vedení v závodě
- 1. – 10. kolo – John Watson
- 11.-31. kolo – James Hunt
- 32. – 34. kolo – John Watson
- 35. – 47. kolo – Carlos Pace
- 48. – 53. kolo – Jody Schackter

### Postavení na startu
| 1. řada  | 2                  | 1                  |
|          | John Watson        | James Hunt         |
|          | Brabham            | McLaren            |
|          | 1'48.96            | 1'48.68            |
| 2. řada  | 4                  | 3                  |
|          | Niki Lauda         | Patrick Depailler  |
|          | Ferrari            | Tyrrell            |
|          | 1'49.73            | 1'49.13            |
| 3. řada  | 6                  | 5                  |
|          | Carlos Pace        | Jochen Mass        |
|          | Brabham            | McLaren            |
|          | 1'49.97            | 1'49.81            |
| 4. řada  | 8                  | 7                  |
|          | Mario Andretti     | Carlos Reutemann   |
|          | Lotus              | Ferrari            |
|          | 1'50.13            | 1'50.02            |
| 5. řada  | 10                 | 9                  |
|          | Gunnar Nilsson     | Tom Pryce          |
|          | Lotus              | Shadow             |
|          | 1'50.66            | 1'50.65            |
| 6. řada  | 12                 | 11                 |
|          | Clay Regazzoni     | Jody Scheckter     |
|          | Ensign             | Wolf               |
|          | 1'50.97            | 1'50.76            |
| 7. řada  | 14                 | 13                 |
|          | Ronnie Peterson    | Vittorio Brambilla |
|          | Tyrrell            | Surtees            |
|          | 1'51.34            | 1'51.03            |
| 8. řada  | 16                 | 15                 |
|          | Emerson Fittipaldi | Jacques Laffite    |
|          | Copersucar         | Ligier             |
|          | 1'51.53            | 1'51.52            |
| 9. řada  | 18                 | 17                 |
|          | Hans Binder        | Ian Scheckter      |
|          | Surtees            | March              |
|          | 1'53.11            | 1'52.40            |
| 10. řada | 20                 | 19                 |
|          | Alex Ribeiro       | Ingo Hoffman       |
|          | March              | Copersucar         |
|          | 1'53.54            | 1'53.28            |
| 11. řada | -                  | 21                 |
|          | -                  | Renzo Zorzi        |
|          | -                  | Shadow             |
|          | -                  | 1'54.19            |
| -------- | ------------------ | ------------------ |

### Zajímavosti
- Vůz Wolf při svém premiérovém závodě zvítězil.
- V závodě se poprvé představily vozy Ensign N 177, Ligier JS 7, Lotus 78, March 761B, Wolf WR1.

| Pole position | Vítězství      | Nej. kolo    |
| James Hunt    | Jody Scheckter | James Hunt   |
| McLaren M23   | Wolf WR1       | McLaren M23  |
| 1'48.68       | 1:40'11.19     | 1'51.06      |
| 197.689 km/h  | 189.429 km/h   | 193.452 km/h |
| ------------- | -------------- | ------------ |

### Stav MS
- Zelená – vzestup
- Červená – pokles

| * | Jezdec             | Body |
| - | ------------------ | ---- |
| 1 | Jody Scheckter     | 9    |
| 2 | Carlos Pace        | 6    |
| 3 | Carlos Reutemann   | 4    |
| 4 | Emerson Fittipaldi | 3    |
| 5 | Mario Andretti     | 2    |
| 6 | Clay Regazzoni     | 1    |

| * | Vůz        | Body |
| - | ---------- | ---- |
| 1 | Wolf       | 9    |
| 2 | Brabham    | 6    |
| 3 | Ferrari    | 4    |
| 4 | Copersucar | 3    |
| 5 | Lotus      | 2    |
| 6 | Ensign     | 1    |

| * | Stát      | Body |
| - | --------- | ---- |
| 1 | JAR       | 9    |
| 2 | Brazílie  | 9    |
| 3 | Argentina | 4    |
| 5 | USA       | 2    |
| 6 | Švýcarsko | 1    |